# Pariagolfen

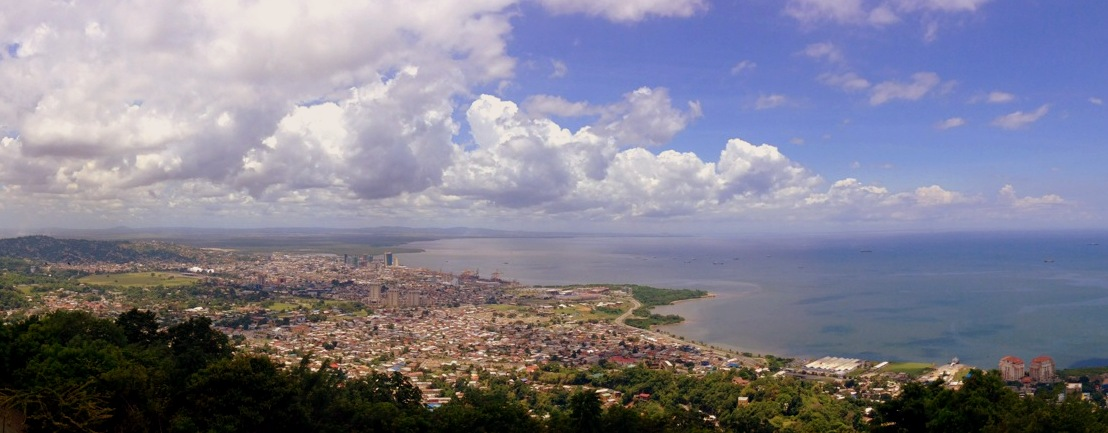
Panoramavy av Pariagolfen åt sydost

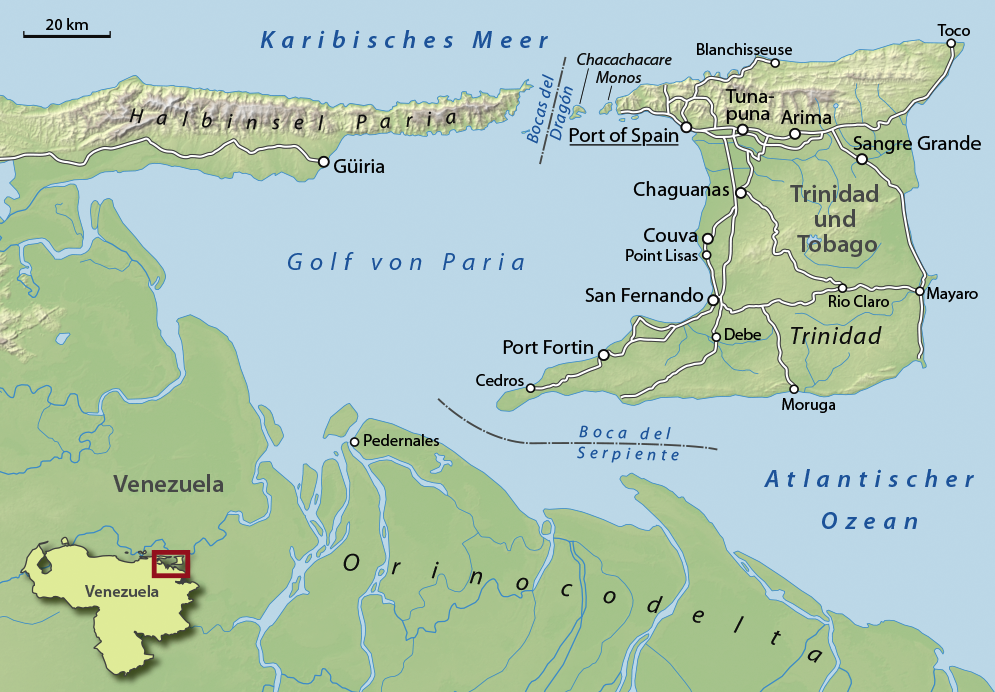
Pariagolfens läge mellan sydamerikanska fastlandet, Pariahalvön och ön Trinidad.

Pariabukten eller Pariagolfen (spanska: Golfo de Paria) är ett grunt havsområde mellan Venezuela och Trinidad. Den är delvis beläget i Orinocos delta. Den skyddade vattenmassan anses vara en av de bästa naturliga hamnarna på Amerikas Atlantkust. Den fick ursprungligen namnet Golfo de la Ballena (Valgolfen) av Christopher Columbus, men 1800-talets valfångstindustrin eliminerade valar från området och befolkningen har aldrig återhämtat sig. Kartografiska källor från slutet av 1700-talet hänvisar golfen upprepade gånger till som Golfo Triste (Sad Gulf).
Pariagolfen är förbunden med Karibiska havet i norr genom Bocas del Dragon (eller Dragons 'Mouth) mellan Pariahalvön i Venezuela och Chaguaramashalvön samt till Columbuskanalen i söder genom Boca de la Serpiente (Serpent's Mouth) mellan Cedroshalvön och Orinocos Delta.
Pariagolfen är en bräckt vattensamling - regnperiodens salinitet är under 23 ppt (delar per tusen). De omfattande mangroveträsken längs Venezuelas och Trinidads kuster är viktiga livsmiljöer för djurliv och spelar förmodligen en avgörande roll i det regionala fisket. Golfen i sig är en viktig fiskeplats. Större hamnar inkluderar hamnen i Port of Spain och hamnen i Point Lisas i Trinidad och hamnen i Pedernales i Venezuela.

## Notes
1. ↑  Mapa de la ysla de Trinidad. Archivo General de Indias. Unidad: Mapas y Planos. Signatura: MP-VENEZUELA, 185.Portal de Archivos Españoles